# Fecioara cu Pruncul, Sfânta Ana și Sfântul Ioan Botezătorul
Fecioara cu Pruncul, Sfânta Ana și Sfântul Ioan Botezătorul este un desen realizat de Leonardo da Vinci între anii 1500 și 1505, aflat la National Gallery din Londra.
Acest desen este realizat pe opt foi unite între ele, fiind un studiu pregătitor (șablon) ce urma să fie transferat pe un panou sau pe un perete. Experții consideră că nu a fost folosit în acest sens, deoarecere contururile figurilor nu sunt nici zgâriate, nici perforate.
Compoziția desenului rezultă din reunirea a două teme foarte obișnuite în pictura florentină a secolului al XV-lea: Fecioara cu Pruncul și Sfânta Ana și Fecioara cu Pruncul și Sfântul Ioan Botezătorul copil.
Unele părți ale desenului au rămas nefinisate (de exemplu antebrațul Sfintei Ana, ridicat spre cer pentru a demonstra caracterul sacru al scenei), ceea ce indică dificultatea lui Leonardo de a-și duce la bun sfârșit proiectele, datorită tendinței sale de a le modifica și îmbunătăți în mod repetat. Modelul compozițional piramidal adoptat de Leonardo în acest desen a avut o importanță fundamentală pentru arta întregului secol al XVI-lea, începând de la Rafael și până la manieriști.